# 孔教學院大成何郭佩珍中學

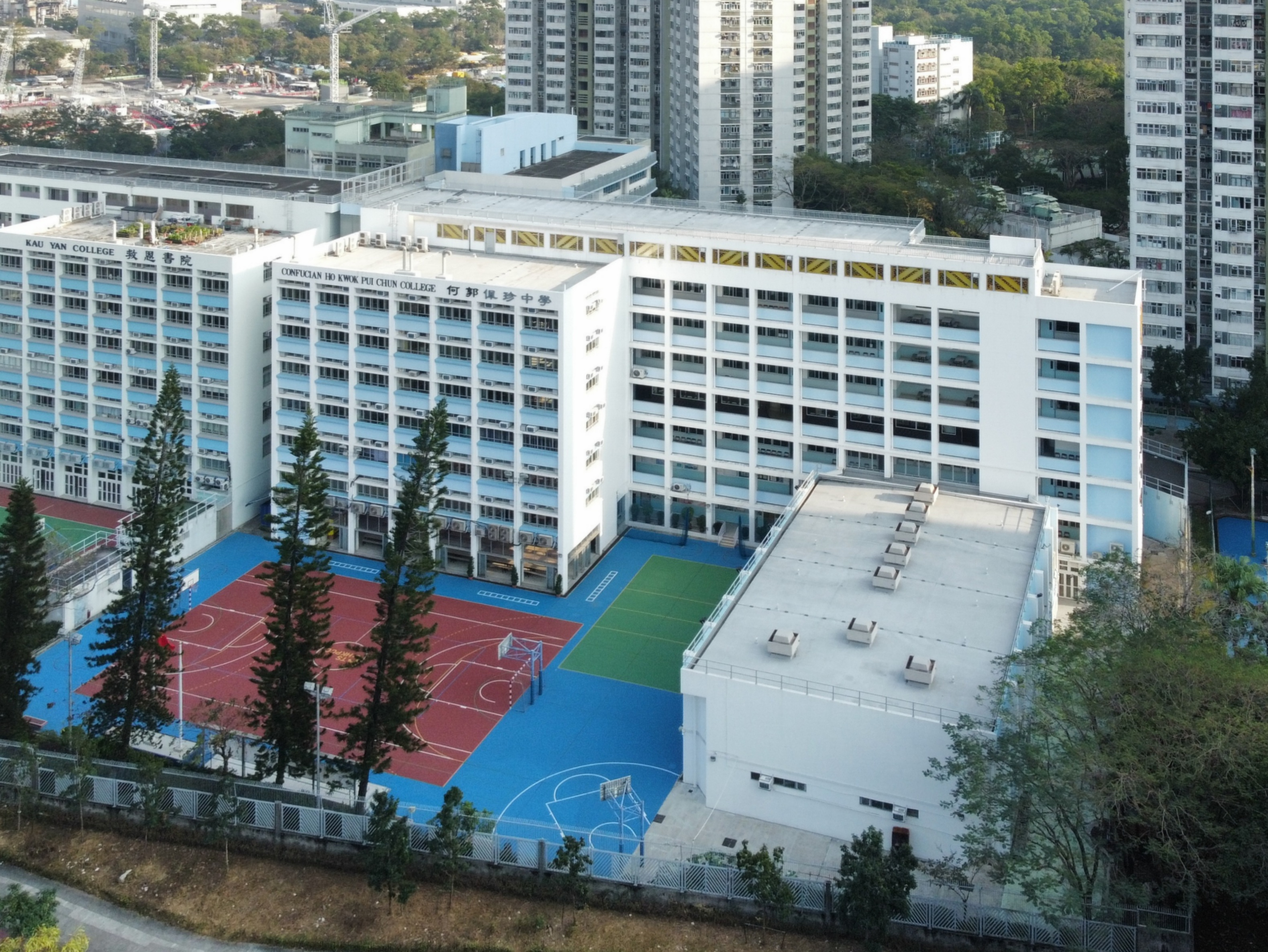
校舍西北面

孔教學院大成何郭佩珍中學（英語：Confucian Tai Shing Ho Kwok Pui Chun College，簡稱CTSHKPCC，位於香港新界東大埔區富善邨第17區，鄰近救恩書院，是「孔教學院」屬下的唯一一所中學，該校也是「孔教學院」的秘書處。校監／校管會主席是湯恩佳博士，第九任校長是胡國賢先生（筆名羈魂，香港作家），在位及離職後均受到學生愛戴，現任孔教學院校務長。而前任梁秋雲校長，在任期間多次發表具有爭議性的言論。現任校長是周啟迪校長。除此以外，校內的手球隊也是獲獎無數，除了在地區學界手球賽外，還在全港學界手球賽裏獲得不少的獎項。

## 辦學宗旨
秉承孔教學院之精神，以弘揚孔道，化導人心，發揚中國固有道德文化，為社會培育有用的人才為宗旨。在提高學生的學術成績外，全力推行德、智、體、群、美五育，以其學生有更全面的教育以及健全的成長。主要让学生明白「儒家思想」。

## 學校歷史
孔教學院大成何郭佩珍中學前身為位於黃大仙的「孔教學院大成中學」，於1963年由何艾齡博士發起創立。到了1987年，獲教育署撥地另建平禧校舍，原訂於1990年遷往大埔區富善邨，其後因應施工進度再順延一年，在入伙前先向富亨邨香港紅卍字會大埔卍慈中學借校一年。新校舍於1991年7月落成。遷校的資金來自何耀光先生，為紀念4年前去世的妻子郭佩珍，決定把新校改名為「孔教學院何郭佩珍中學」。
在1991年，由於羅定邦中學永久校舍仍在施工，故借用此校6-7樓提前開課，為期一年。及後由於該校校舍尚未建成，故再度向同區另一小學借校，直至位於運頭塘的正式校址移交為止。
1994年9月1日，此校完成搬遷工作，孔教學院大成小學亦正式佔用舊校範圍，並轉為全日制。

## 歷任校長
孔教學院大成中學：
1. 鄭何艾齡博士（1963年至1967年）
2. 鄺錫光校長（1967年至1972年）
3. 賴景博校長（1972年至1980年）
4. 英汝興校長（1980年至1984年）
5. 李碧華校長（1984年至1990年）
6. 邱建明校長（1990年至1994年，過渡期舊址校長）

孔教學院大成何郭佩珍中學：
1. 李碧華校長（1990年至1999年）
2. 胡國賢校長（筆名「羈魂」，1999年至2007年）
3. 梁秋雲校長（2007年至2021年）
4. 周啟迪校長（2021年至今）

## 設施
整座校舍採用靈活式設計，設有全空調課室、特別室、禮堂，以及多媒體教學中心；學校改善工程經已完成，新落成之新翼教學大樓，樓高7層，附設電腦輔助教學室、學生活動中心、語言學習室及多用途場地等。

### 歷任院長
1. 陳煥章（1930年至1933年）
2. 朱汝珍（1933年至1940年）
3. 盧湘父（1940年至1970年）
4. 黃允畋（1970年至1992年）
5. 湯恩佳（1992年至今）

## 事件

### 罷課事件 有學生跌倒受傷
2019年9月2日正值香港反修例運動，開學日有約100名學生響應罷課，被校方下令要留在校內演講廳。網上其後流傳一段長約2分鐘的女聲錄音，疑是校長梁秋雲昨早向學生表示，學生從來沒有自由選擇在哪裏上課或集會：「你入到嚟呢間學校，你有冇權選擇邊個老師教、有冇權選擇你喺邊班，從來都冇自由選擇。」又指如果要自由就不要做該校的學生，「如果你要有自由嘅，唯一就係唔好做呢度嘅學生。」女聲又提到，校方是按教育局指引，每間學校都要呈交罷課學生的人數名單。罷課學生不滿學校要他們留在環境密封的演講廳，又引述有老師曾指，罷課無須交家長信，但卻致電家長詢問，質疑校方是要秋後算帳。
2019年9月3日早上8點有一群穿著校服學生到大埔孔教學院何郭佩珍中學聲援該校罷課學生，這批學生包括何郭佩珍中學、毗鄰的救恩書院和其他學校學生。該校校長梁秋雲並無親自報警，當大批警員來到學校，梁秋雲校長命令即時落閘，多名身穿校服學生走避不及被警方截查，其中一名受傷男學生被警員截獲時口鼻大量出血送往附近醫院就醫，消息指這名學生為毗鄰的救恩書院學生，他退走時遭警員撲跌致受傷甩牙及需縫針。同日下午，警方在記者會上解釋，早上約8時收到4宗報案，包括有自稱家長指校外有嘈音滋擾，警員到場後發現40至50名學生聚集，包括非該校學生，聚集者見到警察後突然逃走，警員「有責任追上去」了解這些是什麼人，其間「由於地面濕滑」警員和聚集者跌倒在地。警員其後截查5人，發現無可疑後放行，無人被捕。何郭佩珍中學在校網刊澄清聲明強調學校沒有報警，校長梁秋雲面對傳媒時亦強調沒有報警。

## 著名／傑出校友
孔教學院大成中學舊生
- 許志安：著名歌手
- 關永業：前大埔區區議員
- 周勇平：前香港城市當代舞蹈團及中英劇團行政總監、前香港藝術發展局行政總裁（1969年中五）[7]
- 黎年：前香港申訴專員（1969年中五）[7][8]
- 譚貫枝：前教育局課程發展處首席教育主任、何東中學及英皇書院學校管理委員會主席[9]（1970年中五）

孔教學院大成何郭佩珍中學舊生
- 關浩洋：前九龍城區區議員
- 黃德藍：前無綫電視新聞主播及記者（曾就讀中一至中五）
- 葉仕仁：香港手球代表隊成員
- 郭智樑：「雲來軒」創辦人（1999年中五）[8]

## 資料來源
1. ↑   (PDF). 孔教學院大成何郭佩珍中學. 2020-09-04  [2020-11-15]. （原始内容 (PDF)存档于2020-11-18）.
2. ↑  . 孔教學院大成何郭佩珍中學. 2010年  [2017-11-28]. （原始内容存档于2020-02-20）.（繁體中文）
3. ↑  《羅定邦中學開幕典禮特刊》，P.18.
4. 1 2  . 香港01. 2019-09-03  [2019-09-03].
5. ↑  . 香港01. 2019-09-03  [2019-09-03].
6. ↑  . 明報. 2019-09-03  [2019-09-03]. （原始内容存档于2020-10-15）.
7. 1 2  . 華僑日報. 1969-10-25: 11  [2023-10-22].
8. 1 2   (PDF). 香港孔教學院. 2013  [2021-08-22]. （原始内容存档 (PDF)于2021-08-22）.
9. ↑  . 華僑日報. 1967-10-05: 8  [2024-02-23].

## 外部連結
- 官方網頁（現時） （页面存档备份，存于）
- 官方網頁（舊版）